# Andrés Bello (Antonio José de Sucre)
Pour les articles homonymes, voir Andrés Bello (homonymie).
Andrés Bello est l'une des trois paroisses civiles de la municipalité de Antonio José de Sucre dans l'État de Barinas au Venezuela. Sa capitale est Bum-Bum ou Bumbún. En 2018, sa population s'élève à 8 103 habitants.

## Étymologie
La paroisse civile est nommée en l'honneur de l'écrivain et humaniste vénézuélien Andrés Bello (1781-1865).

## Géographie

### Démographie
Hormis sa capitale Bum-Bum, ou Bumbún, la paroisse civile possède plusieurs localités dont :
- Bucaritos
- Bum-Bum
- Calderas
- Caño Grande Abajo
- Caño Seco
- El Tirgre Abajo
- El Tirgre Arriba
- Las Acequias
- Los Monos
- Santa María